# Millie Couzens
Millie Couzens née le 29 octobre 2003 à Bicester, est une coureuse cycliste anglaise. Elle court sur route, sur piste et en cyclo-cross.

## Biographie

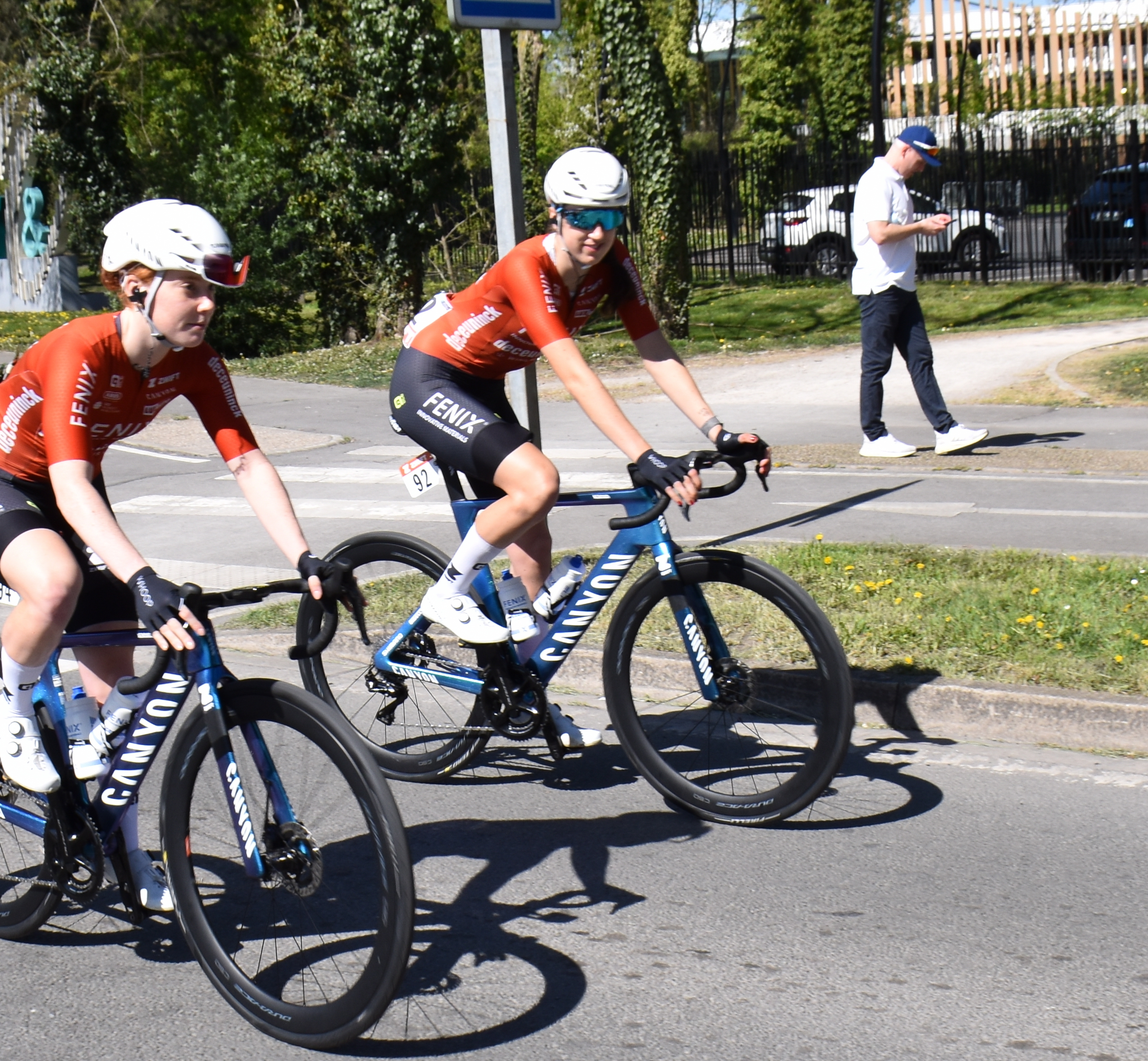
Millie Couzens #92 lors de Paris-Roubaix 2025.

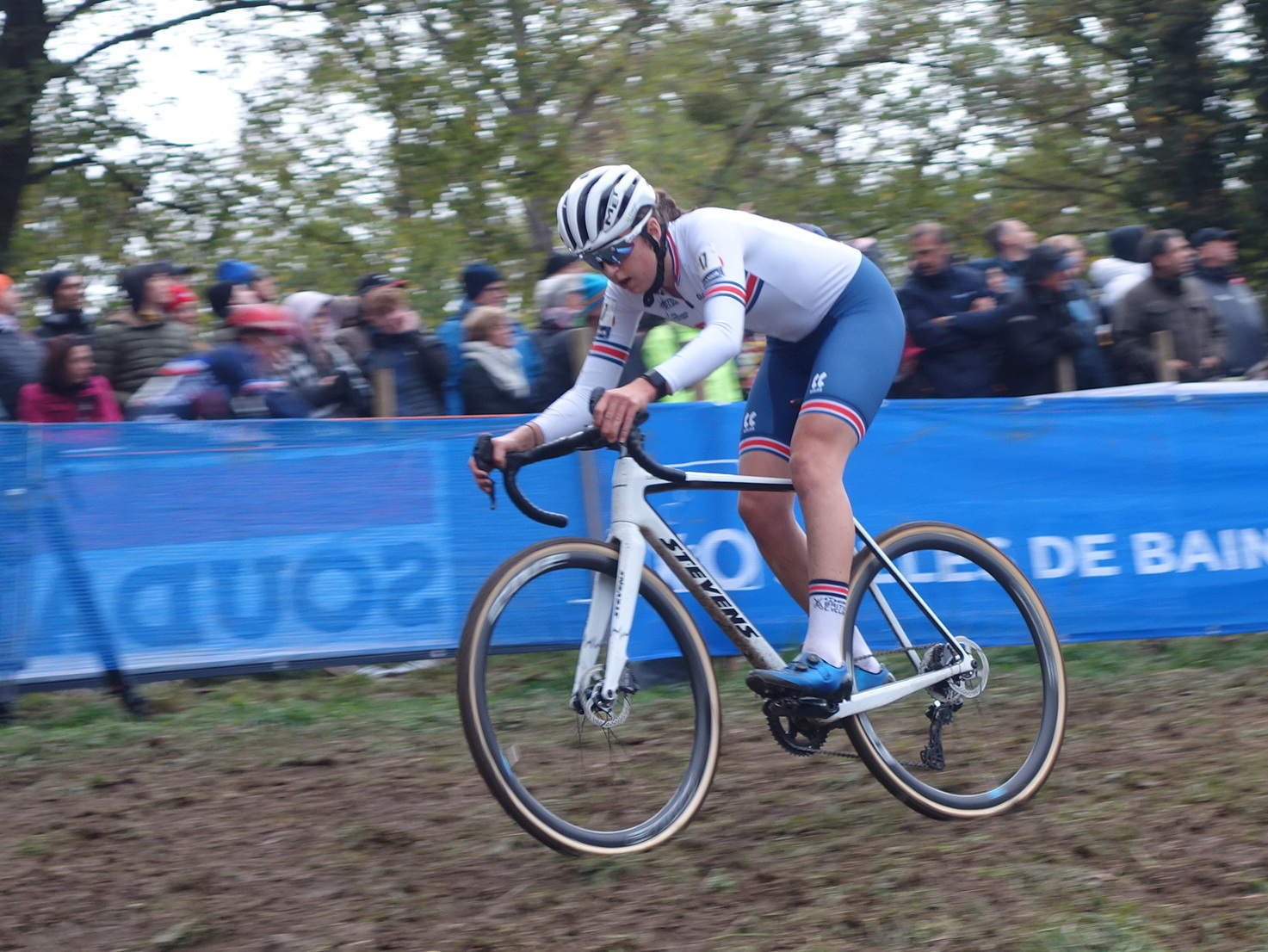
Couzens lors des championnats d'Europe de cyclo-cross 2022 à Namur.

Millie Couzens participe à sa première course de cyclo-cross à l'âge de huit ans en 2012. Au cours de la saison 2016-2017, elle domine les courses locales et termine deuxième du championnat national des moins de 14 ans. L'année suivante, elle remporte sa première victoire au championnat national chez les moins de 16 ans. Au cours de la saison 2019-2020, elle est championne de Grande-Bretagne de cyclo-cross juniors (moins de 19 ans) et prend la quatrième place lors de la toute première édition du championnat du monde de cyclo-cross juniors.
En 2021, elle devient championne de Grande-Bretagne sur route juniors et se classe sixième du championnat du monde sur route juniors remportée par sa compatriote Zoe Bäckstedt. La même année, elle s'illustre également sur piste, en devenant triple championne d'Europe chez les juniors sur la poursuite par équipes, la course à l'américaine et l'omnium.
En 2022, elle passe professionnelle au sein de l'équipe Plantur-Pura. L'équipe devient une formation World Tour en 2023, année où elle est renommée Fenix-Deceuninck.

## Palmarès sur piste

### Championnats d'Europe
| Édition / Épreuve        | Poursuite individuelle | Américaine | Omnium |
| Apeldoorn 2021 (juniors) | Or                     | Or         | Or     |

### Championnats de Grande-Bretagne
- 2022
  - 3e de la poursuite par équipes
- 2021
  -  Championne de Grande-Bretagne de course aux points juniors
  -  Championne de Grande-Bretagne de l'américaine juniors
  -  Championne de Grande-Bretagne du scratch juniors

## Palmarès en cyclo-cross
- 2019-2020
  -  Championne de Grande-Bretagne de cyclo-cross juniors
  - 4e du championnat du monde de cyclo-cross juniors
  - 5e du championnat d'Europe de cyclo-cross juniors
- 2021-2022
  - National Trophy Series #5, Gravesend
  - 9e du championnat d'Europe de cyclo-cross juniors
- 2022-2023
  - National Trophy Series #2, Falkirk
  - National Trophy Series #6, Gravesend
  - Andover Supercross, Andover

## Palmarès sur route

### Par années
- 2021
  -  Championne de Grande-Bretagne sur route juniors
  - 6e du championnat du monde sur route juniors
- 2025
  -  Championne de Grande-Bretagne sur route
  -  Championne de Grande-Bretagne du contre-la-montre espoirs
  - 2e de l'Argenta Classic-2 Districtenpijl
  - 3e d'À travers le Hageland
  - 10e du Tour de Grande-Bretagne

### Résultats sur les grands tours

#### Tour de France
1 participation : 
- 2025 : 87e

#### Tour d'Espagne
1 participation :
- 2025 : 87e

### Classements mondiaux
| Année                                 | 2022  | 2023 | 2024 |
| ------------------------------------- | ----- | ---- | ---- |
| Classement UCI                        | 1155e | 327e | 521e |
| UCI World Tour                        | nc    | nc   | 265e |
|                                       |       |      |      |
| Légende : nc = non classéSource : UCI |       |      |      |